# Indicator variegatus
El indicador variegado (Indicator variegatus) es una especie de ave piciforme de la familia Indicatoridae que vive en el África subsahariana. Está ampliamente distribuido por Angola, Burundi, Etiopía, Kenia, Malaui, Mozambique, República Democrática del Congo, Ruanda, Somalia, Sudáfrica, Sudán, Suazilandia, Tanzania, Uganda, Zambia y Zimbabue.